# Camera-car
Una camera-car (o camera car, cameracar) è un sistema di ripresa video da veicoli in movimento.
Generalmente la camera-car è fissata direttamente alla carrozzeria del veicolo tramite uno speciale sistema di morsetti, ventose e magneti.
altre tipologie sono il traino tramite una macchina specifica e attrezzata per queste inquadrature detta propriamente Cameracar è caratterizzata da un pianale aperto sulla cui struttura si trovano appositi ancoraggi per la mdp e i proiettori accesi da un piccolo gruppo elettrogeno montato in uno spazio opportuno, il traino può essere effettuato direttamente sull'auto di scena o su un pianale porta auto, la scelta di queste tipologie di Cameracar cambia a seconda delle esigenze di copione.